# Бісфосфонати

Загальна хімічна структура бісфосфонатів. R-групи визначають хімічні властивості препарату і за ними відрізняють типи окремих бісфосфонатів. Така хімічна структура дозволяє мати високу спорідненість із affords a high affinity for гідроксилапатитом кальцію.

Бісфосфонати, дифосфонати — клас препаратів, які запобігають втраті щільності кісток, використовуються для лікування остеопорозу та подібних захворювань. Вони є найчастіше виписуваними препаратами при остеопорозі. Їх називають бісфосфонатами тому, що вони мають дві фосфанатових (PO(OH)
2) групи. Також їх часто називають дифосфатами з тих же причин.
Докази показують, що вони знижують ризик перелому у жінок, у яких уже наступив період менопаузи.
Остеобласти, які утворюють кістки, і остеокласти, які їх руйнують, постійно ремодулюють і підтримують гомеостаз тканин кісток. Бісфосфанати пригнічують руйнування кісток завдяки тому, що змушують остеокласти піддатися апоптозу, тим самим уповільнюючи втрату кісткової маси.
Бісфосфанати використовуються задля запобігання і лікування остеопорозу, хвороби Педжета, кісткових метастазів (з і без гіперкальцемії), мієломної хвороби, первинного гіперпаратиреозу, недосконалого остеогенезу, фіброзної дисплазії та інших станів, які підвищують крихкість кісток.